# Tsuneyasu Miyamoto
Tsuneyasu Miyamoto 宮本 恒靖?, Miyamoto Tsuneyasu (Tondabayashi, 7 febbraio 1977) è un allenatore di calcio ed ex calciatore giapponese, di ruolo difensore.

## Carriera

### Club
Prima di andare a giocare in Europa, Miyamoto aveva trascorso tutta la sua carriera al Gamba Osaka, squadra giapponese con cui ha vinto una J. League nel 2005. Nel dicembre 2006 ha firmato per il Red Bull, con cui, nel 2007, ha vinto il campionato austriaco.
Nel 2009 ritorna a giocare in patria, nel Vissel Kobe, sodalizio in cui chiude la carriera agonistica nel 2011.

### Nazionale
Come capitano della Nazionale giapponese Miyamoto ha preso parte al campionato del mondo 2002 (prendendo la fascia dopo l'infortunio di Ryūzō Morioka), alla Coppa d'Asia 2004 e al campionato del mondo 2006. Inoltre, nel 2000, ha partecipato alle Olimpiadi di Sydney.

## Statistiche

### Cronologia presenze e reti in nazionale
| Cronologia completa delle presenze e delle reti in nazionale ― Giappone olimpica | Cronologia completa delle presenze e delle reti in nazionale ― Giappone olimpica | Cronologia completa delle presenze e delle reti in nazionale ― Giappone olimpica | Cronologia completa delle presenze e delle reti in nazionale ― Giappone olimpica | Cronologia completa delle presenze e delle reti in nazionale ― Giappone olimpica | Cronologia completa delle presenze e delle reti in nazionale ― Giappone olimpica | Cronologia completa delle presenze e delle reti in nazionale ― Giappone olimpica | Cronologia completa delle presenze e delle reti in nazionale ― Giappone olimpica |
| Data                                                                             | Città                                                                            | In casa                                                                          | Risultato                                                                        | Ospiti                                                                           | Competizione                                                                     | Reti                                                                             | Note                                                                             |
| -------------------------------------------------------------------------------- | -------------------------------------------------------------------------------- | -------------------------------------------------------------------------------- | -------------------------------------------------------------------------------- | -------------------------------------------------------------------------------- | -------------------------------------------------------------------------------- | -------------------------------------------------------------------------------- | -------------------------------------------------------------------------------- |
| 20-9-2000                                                                        | Brisbane                                                                         | Brasile olimpica                                                                 | 1 – 0                                                                            | Giappone olimpica                                                                | Olimpiadi 2000 - 1º turno                                                        | -                                                                                |                                                                                  |
| Totale                                                                           |                                                                                  | Presenze                                                                         | 1                                                                                |                                                                                  | Reti                                                                             | 0                                                                                |                                                                                  |

## Palmarès

### Club
- Campionato giapponese: 1

Gamba Osaka: 2005
- Campionato austriaco: 1

Red Bull Salisburgo: 2006-2007

### Nazionale
- Coppa d'Asia: 1

2004

### Individuale
- Incluso nel "Miglior 11" della Coppa d'Asia: 1

2004
- Allenatore dell'anno del campionato giapponese: 1

2020